# Zeche Bredeneyer Crone
Die Zeche Bredeneyer Crone ist ein ehemaliges Steinkohlenbergwerk in Essen-Bredeney. Das Bergwerk war auch unter den Namen Zeche Bredeneier Krone, Zeche Bredeneyer Crone im Essendischen oder Zeche Bredeneyer Crone im Werdenschen bekannt.

## Bergwerksgeschichte
Bereits um das Jahr 1780 erfolgte die Belehnung durch den Abt Anselm von Werden. Zwischen 1789 und 1790 wurde die Belehnung erneuert. Die Berechtsame lag 100 Meter westlich der späteren Schachtanlage Langenbrahm 1/2 und umfasste im Jahr 1831 ein Längenfeld mit 4 Flözen. Zwischen 1836 und 1842 wurde auf dem Bergwerk keine Kohle gefördert. Ab 1839 wurde auf dem Bergwerk wieder vereinzelt gearbeitet, jedoch keine Kohle gefördert. Ab 1842 erfolgte die Lösung und die Förderung der Kohlen durch den Böllings Erbstollen. Am 17. November 1843 erfolgte die Verleihung des Längenfeldes Bredeneyer Crone im Essenschen und am 7. März des darauffolgenden Jahres die Verleihung des Längenfeldes Bredeneyer Crone im Werdenschen. Am 2. Januar 1847 wurden die Baufelder in Betrieb genommen und die Grundstrecke aufgefahren, die Förderung erfolgte über den Böllings Erbstollen. Zwischen 1854 und 1857 war das Bergwerk nachweislich in Betrieb. 1858 umfasste die Berechtsame ein Längenfeld und das Geviertfeld Argus. Bereits vor 1860 erfolgte die Konsolidation des Längenfeldes Bredeneyer Crone im Essenschen unter der Erbstollensohle des Böllings Erbstollen. Es wurde ein Vertrag mit der Zeche Langenbrahm abgeschlossen der für beide Schachtanlagen von Nutzen war. Die Schachtanlage Langenbrahm teufte im Grubenfeld der Zeche Bredeneyer Crone ihren tonnlägigen Schacht 1 bis ins Flöz Mausegatt. Die Zeche Bredeneyer Crone nutzte danach den neuen Schacht sowie die Grubenbaue der Zeche Langenbrahm. 1868 wurde das Bergwerk bis zum Bau der Eisenbahn im Ruhrtal stillgelegt und im darauffolgenden Jahr wieder in Betrieb genommen. Im Jahr 1875 war das Bergwerk zwar in Betrieb, aber es wurden keine Kohlen gefördert. Im Jahr 1893 wurde das Längenfeld Bredeneyer Crone im Essenschen durch die Zeche Langenbrahm übernommen. Im Jahr 1900 wurde auch das Längenfeld Bredeneyer Crone im Werdenschen durch die Zeche Langenbrahm übernommen.

## Förderung und Belegschaft
Die ersten Förderzahlen sind aus dem Jahr 1847 bekannt, es wurden 52.286 Scheffel Steinkohle gefördert. Die ersten Belegschaftszahlen sind aus dem Jahr 1858 bekannt, in diesem Jahr arbeiten 19 Bergleute auf der Zeche. 1861 wurden mit 16 Bergleuten 17.590 preußische Tonnen Steinkohle gefördert. 1867 wurden mit zehn Bergleuten 1.456 Tonnen Steinkohle gefördert. Die letzten Zahlen stammen aus dem Jahr 1873, es wurden mit 22 Bergleuten 1.082 Tonnen gefördert.